# Neue Volksmusik
La Neue Volksmusik (parfois aussi Volxmusik ou Tradimix) est un genre musical caractérisé par un mélange d'éléments de musique populaire avec le jazz, le folk, la musique électronique, le rock et d'autres styles musicaux. Il s'agit d un sous-genre des musiques du monde et constitue une forme de crossover. Dans les programmes des festivals de la Neue Volksmusik, on trouve entre autres de la musique populaire traditionnelle, du folk et des musiques du monde. La Neue Volksmusik doit être distinguée de la musique folklorique.

## Histoire

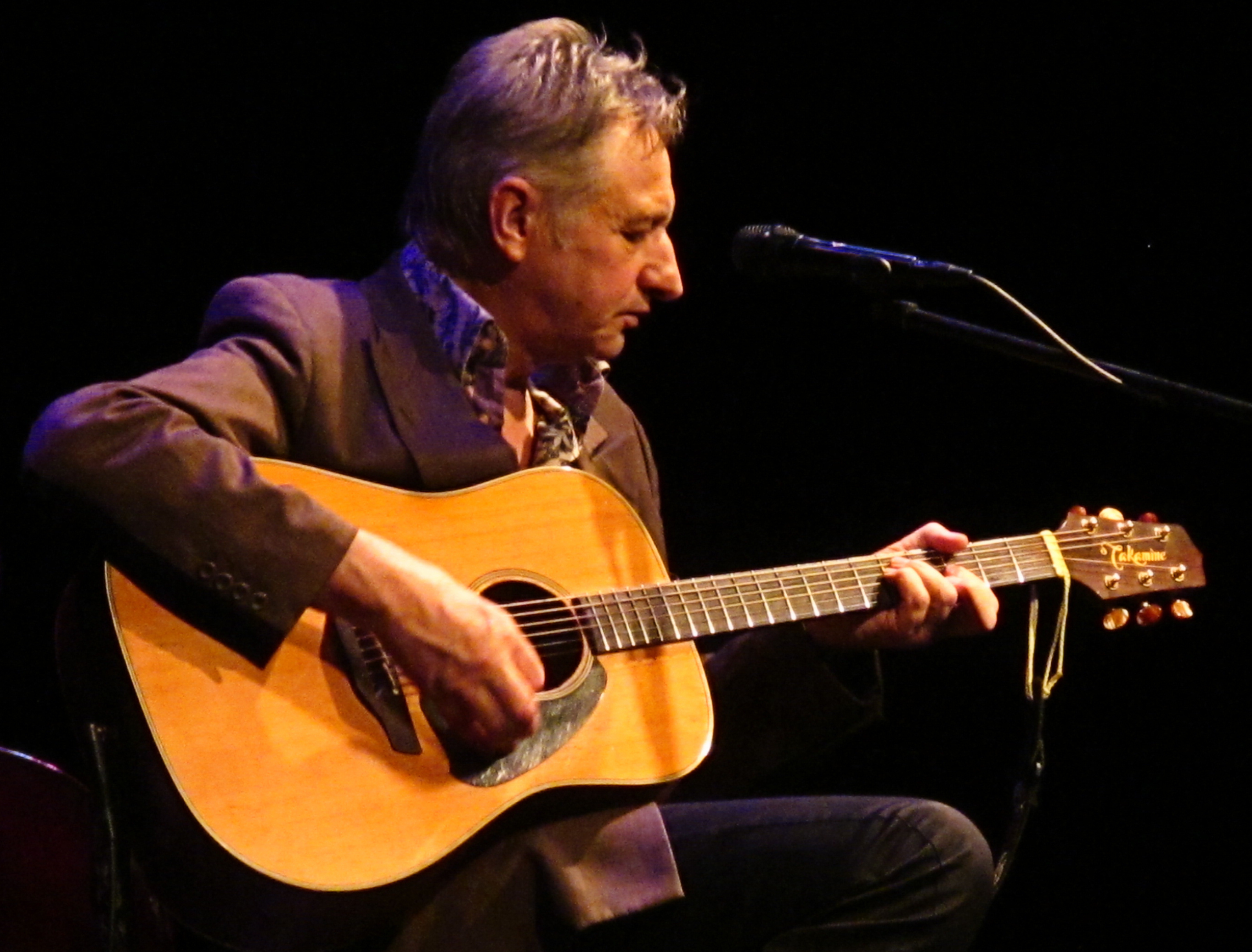
Georg Ringsgwandl (2011).

Dans les années 1970, les premiers précurseurs de ce qui allait devenir la Neue Volksmusik, issus du sud de la région germanophone et regroupés sous le terme de rock alpin, étaient entre autres le compositeur tyrolien Werner Pirchner (depuis 1973), le chansonnier Fredl Fesl et le groupe Biermösl Blosn (depuis 1976). Haindling est l'un des premiers groupes à toucher un large public avec des textes en bavarois et un crossover de Neue Volksmusik et de pop. Parmi les premiers interprètes à associer le blues à des paroles de chansons bavaroises, on trouve Willy Michl. Joy Fleming chante du jazz et du blues avec des paroles en dialecte de Mannheim, et Christine Lauterburg fait du yodel crossover. En Autriche, la chanson Wie a Glock'n (1970) de Gerhard Bronner est considérée comme l'étincelle initiale de l'Austropop et de la vague dialectale autrichienne des années 1970. La musique de la chanson est composée par Hans Salomon et est le thème de l'émission télévisée satirique de Bronner, Die große Glocke. Bronner écrit le texte pour Marianne Mendt, qui perce artistiquement avec cette interprétation.
Parmi les groupes les plus expérimentaux de la Neue Volksmusik, on peut citer Attwenger, qui s'est fait connaître en 1992. La même année, Hubert von Goisern et ses Alpinkatzen ont commencé à connaître un succès commercial qui a également apporté une nouvelle popularité au genre dans son ensemble. En 1993, le premier festival Schräg-Dahoam a lieu à Munich, et en 1995, le festival Gratwanderung à Piesendorf (district de Zell am See, Salzbourg). De telles approches existent également dans des pays voisins comme la Slovaquie, où Vladimír Merta, Iva Bittová et Zuzana Lapčíková en sont les promoteurs. 

## Caractéristiques
La Neue Volksmusik (qui signifie littéralement « nouvelle musique populaire » en français) est créée principalement par de jeunes musiciens qui avaient grandi avec la musique contemporaine sous toutes ses formes (pop, rock, musique électronique, musique du monde et bien d'autres) et la musique traditionnelle de leur région. Différentes approches ont ainsi vu le jour pour relier les styles rock et pop, généralement anglo-américains, diffusés par la radio et la télévision, aux traditions régionales. Les différents nouveaux mouvements sociaux tels que les mouvements écologiques, antinucléaires et pacifistes des années 1970 et 1980 jouent un rôle dans ce contexte. Un autre élément de la Neue Volksmusik est la démarcation par rapport à la musique populaire et à la chanson populaire.
En fin de compte, il ne s'agit pas de conserver et de réinterpréter le répertoire traditionnel, mais de le développer. Ce faisant, les textes n'imitent pas la poésie populaire, ils la remplissent plutôt de nouveaux contenus avec un vocabulaire authentique et une forme d'expression élargie.